# Oude Rijn

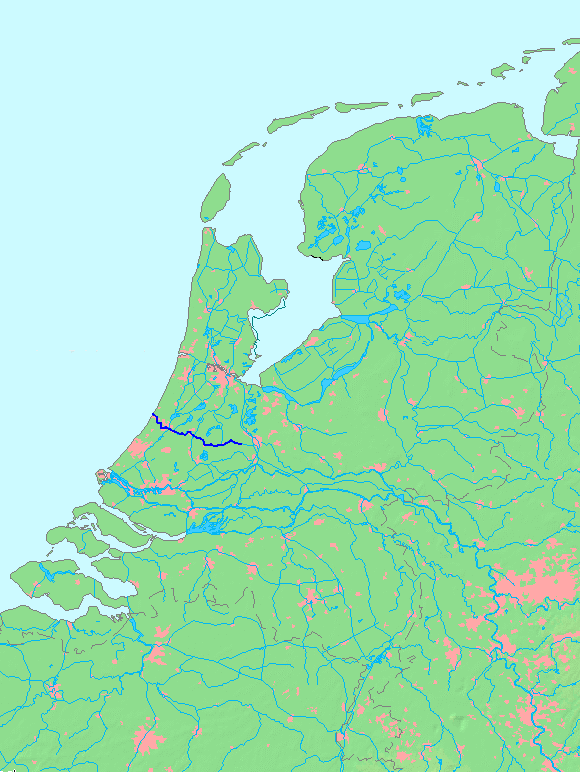
Lage des Unterlaufs des Oude Rijn

Oude Rijn (Alter Rhein) ist die heutige Bezeichnung von zwei nicht mehr schiffbaren und mehrheitlich zu Stillgewässern gewordenen Teilen des Nederrijns (Niederrhein) in den Niederlanden. Nur dessen schiffbarer Mittelteil heißt weiterhin Nederrijn. Der gesamte Nederrijn war neben der Waal einer der beiden Hauptarme, in die sich der (Ober-)Rhein teilte.
Sein Oberlauf wurde durch den ein paar Kilometer weiter aus der Waal abzweigenden Pannerdens-Kanal ersetzt. Sein Unterlauf verlor durch den abzweigenden Lek, der mit der Zeit fast das ganze Wasser aufnahm und zum südlicheren heutigen Rhein-Maas-Delta führte, an Bedeutung.

## Unterer Oude Rijn
Als unterer Oude Rijn kann der gesamte ehemalige Unterlauf des Nederrijns in den Provinzen Utrecht und Südholland bezeichnet werden, obwohl nur ein Stück davon umgangssprachlich so heißt.
Er beginnt (wie der Lek) bei Wijk bij Duurstede und endet an der Nordsee bei Katwijk, wo sich seine ursprüngliche Mündung in die Nordsee befand. Am Anfang heißt er heute auch Kromme Rijn, der sein weniges zufließendes Wasser in Utrecht an die nach Norden zum IJsselmeer fließende Vecht abgibt. Danach ist der Nederrijn zu einem Stillgewässer geworden. Von Utrecht bis Harmelen heißt er heute auch Leidse Rijn, und erst danach bis Katwijk ist der Name Oude Rijn ausschließlich üblich. An allen unteren Teilen des ehemaligen Nederrijns sind die Treidelwege größtenteils noch erhalten.
Der letzte Teil des unteren Oude Rijn hat eine Länge von 52 Kilometern und beginnt an der Eisenbahnbrücke von Harmelen. Er erstreckt sich in westlicher Richtung weiter nach Woerden, wo die Korte Linschot südwärts abzweigt und der Oude Rijn einen Teil der Singelgracht bildet. Hinter Woerden zweigt die Grecht nach Norden ab. Danach passiert er Nieuwerbrug, Bodegraven und Zwammerdam. Dort schließt die De Meije an. In Alphen aan den Rijn hat von Süden die Gouwe und von Norden der Aarkanal Anschluss. Kurz vor Kouderkerk aan den Rijn zweigt der Lutteke Rijn ab, der sich aber östlich der Kouderkerkse Brücke wieder mit dem Oude Rijn verbindet. Danach führt der Oude Rijn am Hazerwoude-Rijndijk entlang. Hinter Zouterwoude-Rijndijk und Leiderdorp, wo die Does anschließt, erreicht er Leiden. Dort teilt er sich in den Rijn-Schiekanal (Richtung Süden) und die Zijl (Richtung Norden). Der Oude und der Nieuwe Rijn sind Teile des Leidener Grachtensystems und vereinigen sich im Stadtzentrum. Ab da heißt das Stillgewässer nur noch Oude Rijn. Am Rand von Leiden hat das Korte Vliet Anschluss. Nach Oegstgeest und Katwijk heißt das Gewässer Oegstgeesterkanal, danach bis zur Nordsee Uitwateringskanaal. Die ursprüngliche Rheinmündung lag etwas weiter nördlich, sie versandete um 1163.
Wegen vieler Überflutungen, hauptsächlich in Utrecht und Leiden, wird der Zulauf zum unteren Oude Rijn seit 1123 reguliert. Hauptstrom wurde der Lek. Seit dieser Zeit ist der Oude Rijn in seinem Unterlauf nicht mehr über seine Ufer getreten.

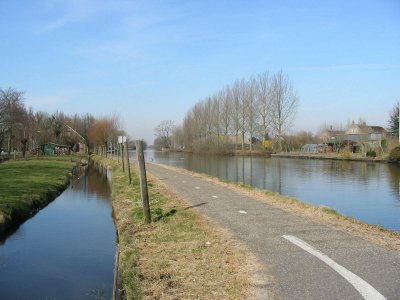
Treidelweg bei Nieuwerbrug
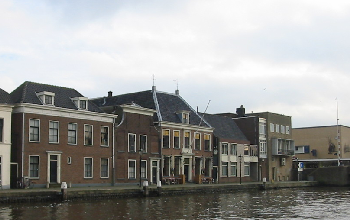
Alphen aan den Rijn
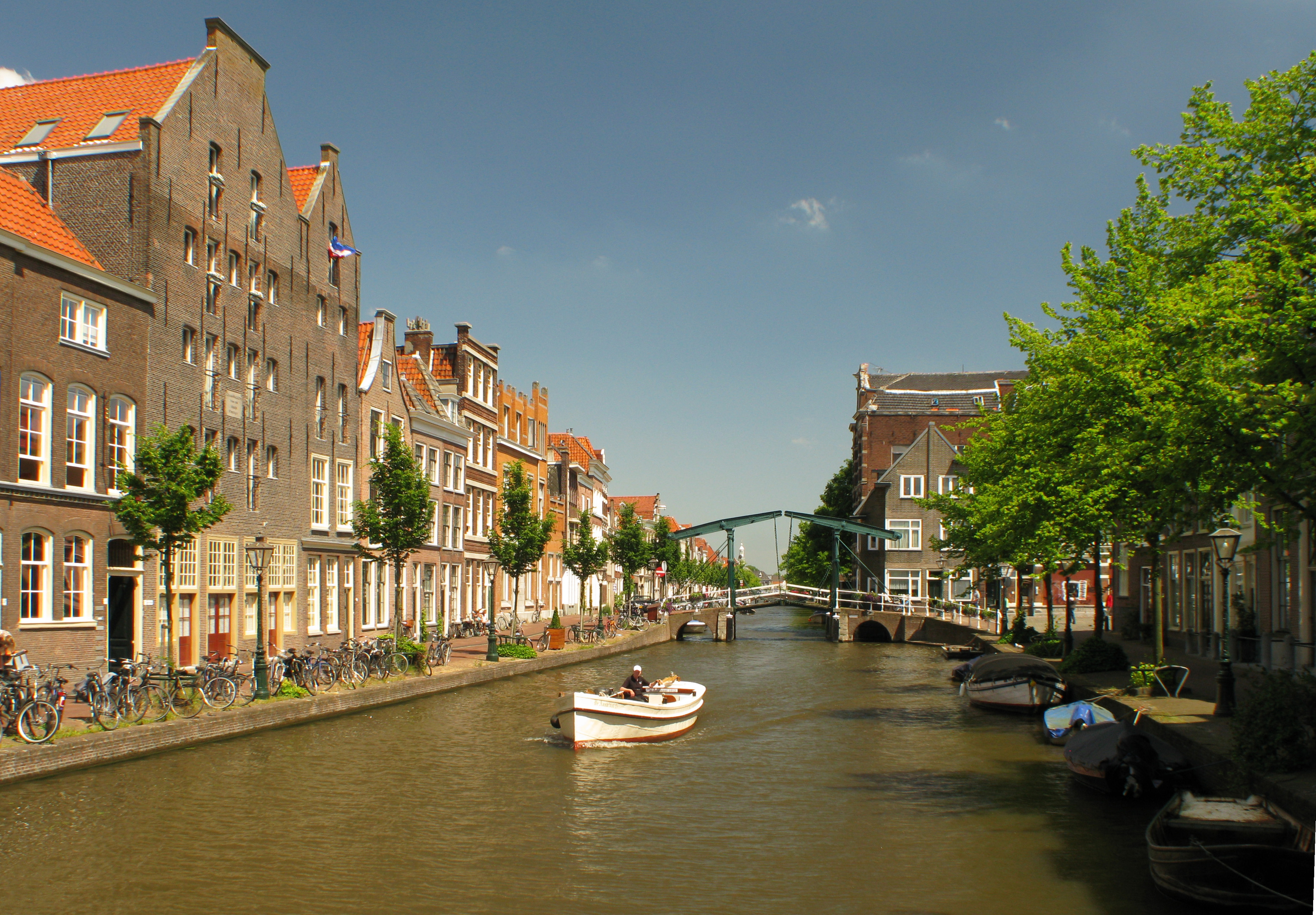
Der Oude Rijn in Leiden
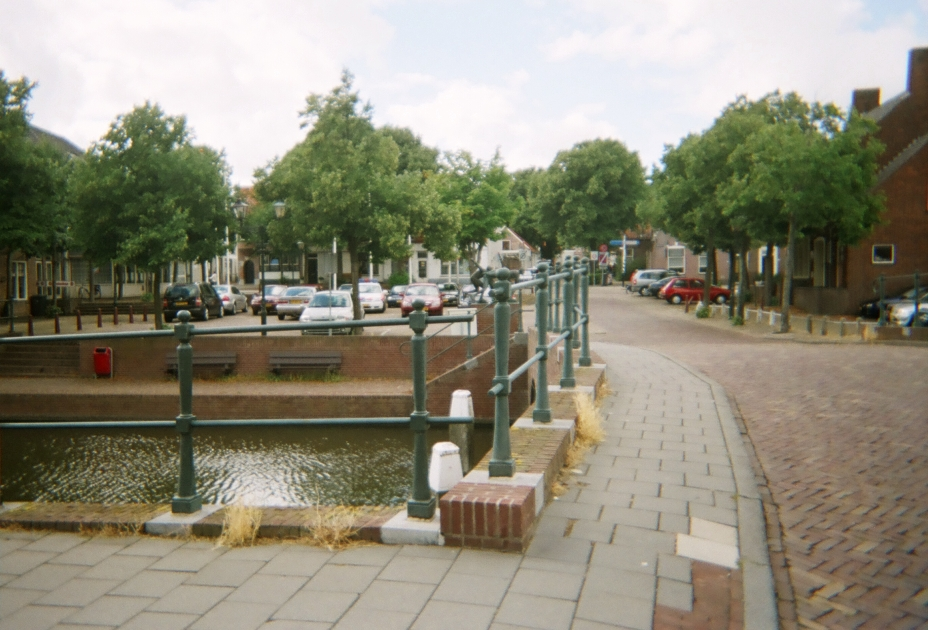
Oude Rijn in Katwijk
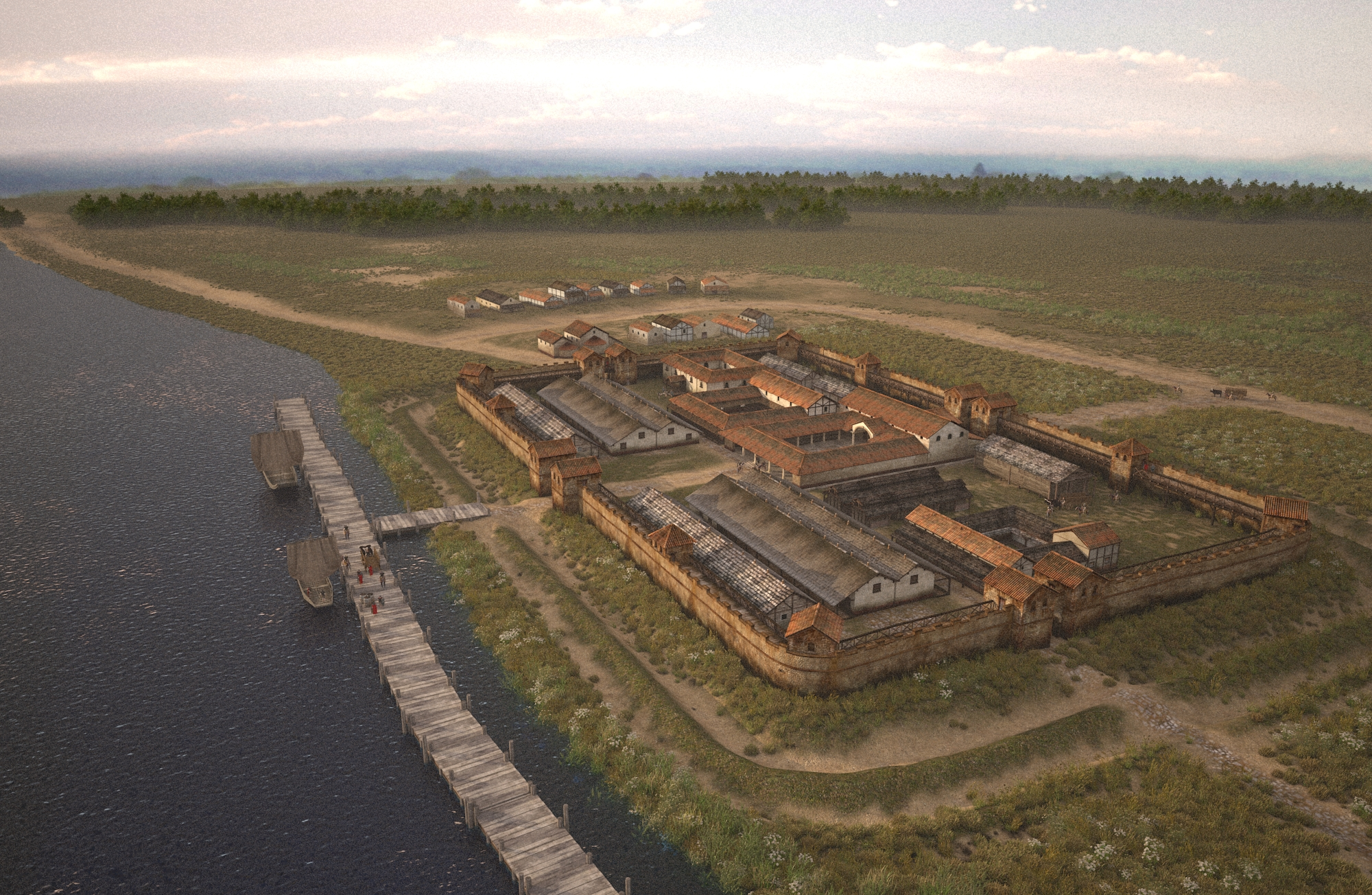
Römisches Castell Nigrum Pullum am Oude Rijn bei Zwammerdam

## Oberer Oude Rijn

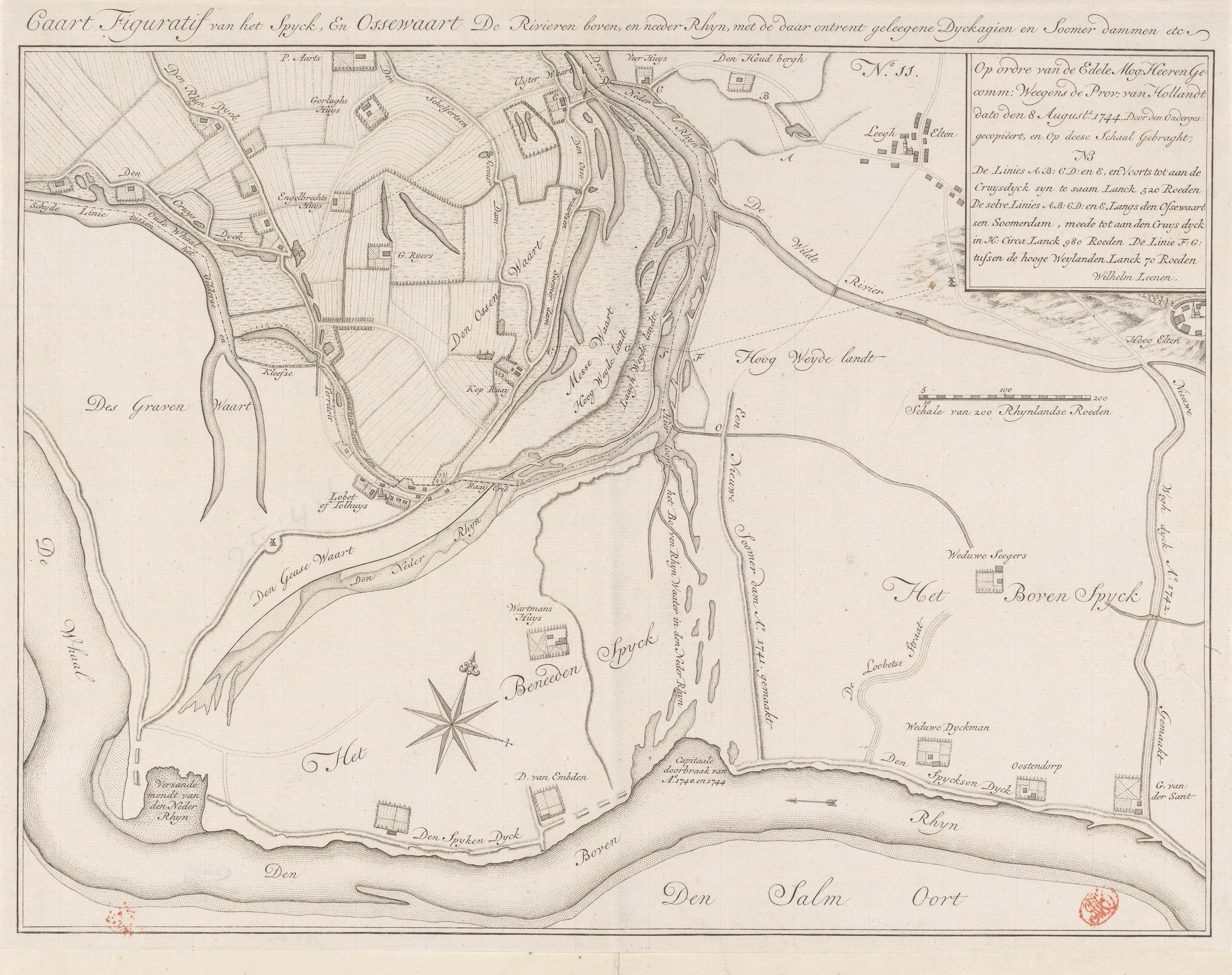
Karte vom Teilpunkt des (Ober-)Rheins (Boven Rijn) in Nederrijn (Neder Rhin) und Waal (Whaal) bei Spijk; der Nederrijn ist bereits versandet (unten links), 1744

Der kürzere obere Oude Rijn befindet sich in der Provinz Gelderland, weshalb er auch als Gelderscher Ouide Rijn bezeichnet wird. Er beginnt an der deutsch-niederländischen Grenze bei Tolkamer und endet am Pannerdens-Kanal gegenüber von Angeren unter dem heutigen Namen De Keel für sein letztes Teilstück. Er ist sowohl am Anfang, wo die von ihm abzweigende Waal ursprünglich begann (die neue Teilung des Rheins in zwei Hauptarme (Waal und Pannerdens-Kanal bzw. Nederrijn) befindet sich wenige Kilometer unterhalb dieser Stelle; der Rheinfluss bis dorthin heißt heute Boven-Rijn) als auch am Ende vom Pannerdens-Kanal abgeschlossen und ist somit nur noch der Abfluss der Wild.

## Mittellauf des Nederrijns

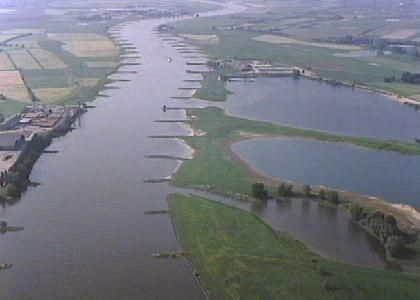
Endstück des Pannerdens-Kanals gleich kanalisiertes Stück des Nederrijns; sein abgedämmtes Oberlauf-Ende (De Keel) befindet sich wenig unterhalb der drei Altwässer rechts

Als Schifffahrtsweg ist nur der Mittellauf des Nederrijns übrig geblieben. Er heißt inklusive des Anfangsstücks des Pannerdens-Kanals weiterhin Nederrijn, reicht bis zur Abzweigung des Lek und befindet sich in den Provinzen Gelderland und Utrecht.

## Römerzeit
Der Rhein war zeitweise die Nordgrenze des Römischen Reiches. Entlang des damals viel breiteren Nederrijns standen viele Kastelle. Bei Ausgrabungsarbeiten hat man auch Reste römischer Schiffe gefunden. Römische Siedlungen entlang des letzten Teils des unteren Oude Rijn sind Laurum (Woerden), Nigrum Pullum (Zwammerdam), Albaniana (Alphen aan den Rijn), Matilo (Roomburg), Praetorium Agrippinae (Valkenburg) und Lugdunum Batavorum (Brittenburg). In Valkenburg hat man den Grundriss der ausgegrabenen Siedlung mit farbigen Steinen in den heutigen Straßen markiert, so dass man einen Eindruck der damaligen Siedlung bekommt.